# بيب فان كلافيرين
بيب فان كلافيرين (بالهولندية: Bep van Klaveren)‏ (26 سبتمبر 1907 – 12 فبراير 1992) هو ملاكم هولندي راحل، مثّل بلاده في الألعاب الأولمبية الصيفية 1928.

## روابط خارجية
بيب فان كلافيرين على موقع بوكس ريك (الإنجليزية) (registration required)
- بيب فان كلافيرين على موقع أوليمبيديا (الإنجليزية)